# Ruelle Sourdis
Ruelle Sourdis je ulice v Paříži v historické čtvrti Marais. Nachází se ve 3. obvodu.

## Poloha
Ulice vede od křižovatky s Rue Charlot, kde je vstup u domu č. 3, a končí na křižovatce s Rue Pastourelle, kde na ni směrem na sever navazuje Rue de Beauce.

## Historie
Ulice se poprvé objevila na plánu města z roku 1652. Ulice získala svůj název podle bývalého paláce, podél kterého vedla – Hôtel de Sourdis. V ulici se dochovalo původní dláždění.

## Zajímavé objekty
- dům č. 9: Hôtel Le Ferron chráněný jako historická památka[1]